# Elisabeth Johanna von Pfalz-Veldenz
Elisabeth Johanna von Pfalz-Veldenz (* 22. Februar 1653 in Lauterecken; † 5. Februar 1718 in Mörchingen) war eine geborene Pfalzgräfin von Pfalz-Veldenz und durch Heirat Wild- und Rheingräfin zu Salm-Kyrburg.

## Leben
Elisabeth Johanna war eine Tochter des Pfalzgrafen Leopold Ludwig von Veldenz (1625–1694) aus dessen Ehe mit  Agathe (1632–1681), Tochter des Grafen Philipp Wolfgang von Hanau-Lichtenberg.
Sie heiratete am 27. Dezember 1669 den Wild- und Rheingrafen Johann XI. zu Salm-Kyrburg (1635–1688). Die Ehe blieb kinderlos. Nach Johanns Tod erhielt Elisabeth Johanna 1689 Schloss Mörchingen sowie die Herrschaften Diemeringen und Helflingen zu lebenslangem Nutzungsrecht als Wittum. Nach dem Tod Elisabeth Johannas erhoben die weiblichen Nachfahren der Pfalzgrafen Johann Kasimir und Georg Friedrich Ansprüche auf die Grafschaft Mörchingen, die ihnen ein lothringisches Gericht 1729 schließlich zusprach.